# トニー・オグンサヤ
トニー・オグンサヤ(Tony Ogumsaya、本名不明、生年月日不明）は、1980年代末から1990年代末に掛けてフィリピンで製作されたアクション映画の脇役として活動した黒人の俳優、スタントマンである。
クレジット名義は複数あり、トニー・オグンサンヤ(Tony Ogunsanya)、アンソニー・オグンサヤンヤ(Anthony Ogunsanya、スペル違いのAnthony Ogunsanja)とクレジットされることもあり、イタリア映画『ラストプラトーン』(1988年/未/ビデオ/テレビ放映)と『デス・スクワッド』(1989年/未/ビデオ)ではアンソニー・ソーヤー(Anthony Sawyer)とクレジットされた。

## 来歴

### スタントマン
1988年には実話に基づいたベトナム戦争物『バット・21』にスタントと代役(スタンド・イン)として参加した。これはクレジットにも名前が残っている。映画はマレーシアのボルネオ島のサバ州でロケが行われ、ベトナム戦争映画としては珍しい撮影地で、ジョン・ミリアス監督、ニック・ノルティ主演の太平洋戦争外伝『戦場』（1988年）もボルネオ島で撮影されたが、比較的多くないロケ地でもある。主演はジーン・ハックマンとダニー・グローヴァーで、ピーター・マークル監督、トライスター映画の制作だった。

### 俳優としての特徴
身体はそれ程大きくはないが、筋肉質な体躯に不敵な面構えが特徴的で、兵士やチンピラ役が多かった。フィリピンでの活動は先述の『バット・21』よりも前のイタリアと西ドイツ合作のベトナムMIA物『コブラ・ミッション/地獄の救出作戦』(1986年/未/ビデオ/テレビ放映)辺りから確認され、1987年のアラブ・テロ軍団との死闘を題材にした『砂漠の戦士/テロ・ファイター』では国連軍の特殊部隊員の一人として出演している。翌年にはエディー・ロメロ監督がオーストラリア資本を得て、『フラッシュ・ゴードン』（1979年）のサム・ジョーンズを主演に迎えた『ゴリラ・フォース』(未/ビデオ)では空港でスリを働くチンピラ役で印象を残し、豪州のアンドリュウ・プロウズ監督、またもサム・ジョーンズ主演の『ドライビング・フォース/地獄のモンスター・トラック』(1989年)ではパトリック・スウェイズの弟であるドン・スウェイズ、ロバート・マリウスやビリー・ブランクスらとギャング一味を演じた。
ほぼ同時期にはイタリアのポール・D・ロビンスン(元俳優のイグナチオ・ドルチェ)監督のベトナム戦争物に2作品起用された。リチャード・ハッチ主演の『ラストプラトーン』(1988年/未/ビデオ/テレビ放映)ではふてぶてしい囚人兵を演じ、翌年の『デス・スクワッド』(未/ビデオ)ではリチャード・ハッチ、ジェームズ・ミッチャム、ヴァッシリ・カリス、ロバート・マリウスと共に合衆国海兵隊員を演じ、ヴェトコンと内通する上官には『トルネード』(1983年/未/ビデオ)の悪徳大尉役だったアントニオ・マルシーナと顔ぶれは豪華だった。因みに、この2作品ではアンソニー・ソーヤーとクレジットされた。

### 1990年代以降の動向
この当時は1991年のピナトゥボ山大噴火による経済混乱や1992年のフィリピンからの米軍基地撤退も相まって、隆盛を極めた戦争アクション映画が下火になった。映画撮影に米軍の補助が受けられなくなった為に、新たなトレンドを各製作者が模索していた頃であり、低予算が当たり前だったが、より安く上がるマーシャル・アーツ物やシリオ・H・サンティアゴ監督作品に見られる過去のフッテージを活用した近未来活劇がトレンドとなった。
日本の制作会社は遅れてフィリピン・アクション市場に参入し、オグンサヤはジャパン・ホーム・ビデオ制作、室賀厚監督のVシネマ（正式にはVムービー）『ブローバック2/夕陽のギャングたち』(1992年)にマイク・モンティを首領とする傭兵軍団の一員として顔を見せ、竹内力に『続・荒野の用心棒』（1966年）を彷彿とさせるガトリングガンで一掃されていた。また、翌年には東映の『極東黒社会』(1993年)では渡辺ケンが監督したフィリピン撮影のパート（クレジットではロケーション・ディレクターとなっている）の麻薬工場の場面にも出ており、かつて栄華を誇った時代に活動したニック・ニコルスン、アンソニー・イースト、スティーヴ・ロジヤース、デーヴィッド・ブラス、ジェームズ・パオッレッリ、ジム・モス等の姿も見られるが、彼等は徐々に出演履歴が途絶えるに及ぶ。
その後は作品に恵まれず、香港資本のダヴィアン・インターナショナル製作の諸作に主演した米国のキック・ボクサーのデール・アポロ・クック主演『ロー・ターゲット』(1995年/未ソフト化)やシリオ・H・サンティアゴ製作のSF物『バトル・フィールド』(1996年/未/ビデオ)の端役を残し、出演が途絶えている。

### フィルモグラフィ
- 『コブラ・ミッション/地獄の救出作戦』(1986年/未/ビデオ/テレビ放映＝テレビ東京・シネマタウン枠1995年)（テイチクから発売済み）ラリー・ラドマン（ファブリツィオ・デ・アンジェリス）監督、オリヴァー・トビアス、クリストファー・コネリー、ジョン・スタイナー、マンフレッド・レーマン、ジョン・イーサン・ウェイン、ゴードン・ミッチェル、エンツォ・G・カステッラーリ、リチャード・レスター、アラン・コリンズ（ルチアーノ・ピゴッツィ）、トーマス・ムーア（エンニオ・ジロラーミ）出演
- 『砂漠の戦士/テロ・ファイター』（1987年）（ヘラルド/東芝映像から発売済み）（テレビ放映＝日本テレビ）リチャード・スミス監督、アンソニー・アロンゾ、マーク・ギル、エディー・ガーラン出演
- 『サンドー/地獄の勇者たち』(1987年/Vシネマ)（大陸書房から発売済み）渡辺ケン監督、ロマーノ・クリストフ、マイク・モンティ、ジャネット・プライス出演
- 『バット・21』（1988年）（スタント、スタンド・イン）（松竹富士から発売済み）（テレビ放映＝テレビ朝日・シネマエクスプレス枠1996年）ピーター・マークル監督、マーク・デーモン共同製作、ジーン・ハックマン、ダニー・グローヴァー出演
- 『ラストプラトーン』(1988年/未/ビデオ/テレビ放映＝TBS・水曜ロードショー枠1991年、フジテレビ1998年)（TDKコアから発売済み）ポール・D・ロビンスン（イグナチオ・ドルチェ）監督、リチャード・ハッチ、ドナルド・プレザンス・出演
- 『ゴリラ・フォース』(1988年/未/ビデオ)（日本クラウンから発売済み）エディー・ロメロ監督、サム・ジョーンズ出演
- 『キング・マヒーの秘宝』(1988年未/ビデオ)（CIC/ビクターから発売済み）レナード・ヘイズ、ジム・ゲインズ（クレジットなし）共同監督、ゲーリー・ダニエルズ、ジム・ゲインズ、ジム・モス出演
- 『ドライビング・フォース/地獄のモンスター・トラック』（1989年）（パイオニアから発売済み）アンドリュウ・プロウズ監督、サム・ジョーンズ、ドン・スウェイズ出演
- 『地獄の爆走/ブラッド・チェイス』(1989年/未/ビデオ)（徳間コミュニケーションズから発売済み）テッド・ジョンスン（テディー・ページ）監督、アンドリュウ・スティーヴンス、カレン・シェパード出演
- 『デス・スクワッド』(1989年/未/ビデオ)（徳間コミュニケーションズから発売済み）ポール・D・ロビンスン（イグナチオ・ドルチェ）監督、リチャード・ハッチ、ジェームズ・ミッチャム、タニア・ゴメス出演
- 『リゲイン/奪還！地獄のコマンドー』（クレジットなし）（1989年/未/ビデオ）（TDKコアから発売済み）ポール・D・ロビンスン（イグナチオ・ドルチェ）監督、レブ・ブラウン、チャック・コナーズ、マイク・モンティ出演
- 『ブローバック2/夕陽のギャングたち』(1992年/Vシネマ)（ジャパン・ホーム・ビデオから発売済み）室賀厚監督、竹内力、菅田俊、マイク・モンティ出演
- 『ダーティ・ブルー/復讐の熱帯夜』(1992年/Vシネマ)（ジャパン・ホーム・ビデオから発売済み）金澤克次監督、中島宏海、長谷川初範、ベンガル、ニック・ニコルスン、ロイ・カタナ、奥村公延出演
- 『極東黒社会』（1993年）（東映ビデオから発売済み）馬場昭格監督、役所広司、近藤真彦、ショー・コスギ、ロバート・マリウス、中条きよし、北原佐和子、ジミー・ウォング出演
- 『ロー・ターゲット』(1995年/未ソフト化)
- 『バトル・フィールド』(1996年/未/ビデオ/テレビ放映)（キング・ビデオから発売済み）シリオ・H・サンティアゴ製作総指揮、イアン・バリー監督、ステュアート・ゴードン創作、ジェームズ・レマー、ジェームズ・トーカン出演